# J.B. Metzler
J.B. Metzler ist ein deutscher Wissenschaftsverlag mit Schwerpunkt auf den Geisteswissenschaften. Er gehört zur Springer-Verlag GmbH mit Geschäftssitz in Heidelberg und Berlin. Publiziert wird in den Bereichen Literatur- und Sprachwissenschaft, Philosophie, Geschichte der Antike wie Musik und Medien. Lexika und Enzyklopädien, Literaturgeschichten und Handbücher sowie Werkausgaben und studentische Einführungen prägen das Verlagsprofil.

## Geschichte
J.B. Metzler ist einer der ältesten und traditionsreichsten Verlage im deutschsprachigen Raum. 1682 gründete August Metzler den Verlag in Stuttgart, seit 1716 führte sein Sohn Johann Benedikt die Geschäfte. Nach ihm ist die Firma bis heute benannt. Bis 1908 blieb das Unternehmen in Familienbesitz. Zum 1. Januar 1908 wurde es in eine Gesellschaft mit beschränkter Haftung umgewandelt, in welche die Brüder Eugen und Alfred Druckenmüller als Geschäftsführer eintraten. Egon und Arthur Werlitz, die letzten Nachfahren der Gründerfamilie im ehemaligen Familienunternehmen, schieden 1917 aus der Unternehmensleitung aus.
1948 nahm der Verlag das Metzlerpferd als Logo an, das bis heute verwendet wird.
1991 wurde der Verlag als Imprint über die Georg von Holtzbrinck GmbH & Co. KG, Stuttgart ein Teil der Verlagsgruppe Georg von Holtzbrinck. 1998 wurde der kleine verbleibende Teil von Hermann Böhlaus Nachf. Weimar übernommen. 2015 wurde J.B. Metzler Teil des Verlages Springer Nature. Der traditionelle Name blieb erhalten und zunächst auch – bis zum Umzug nach Heidelberg 2020 – der Stuttgarter Standort des Unternehmens.
2021 schenkte der Verlag sein Verlagsarchiv dem Deutschen Literaturarchiv Marbach.

## Verlagsprogramm

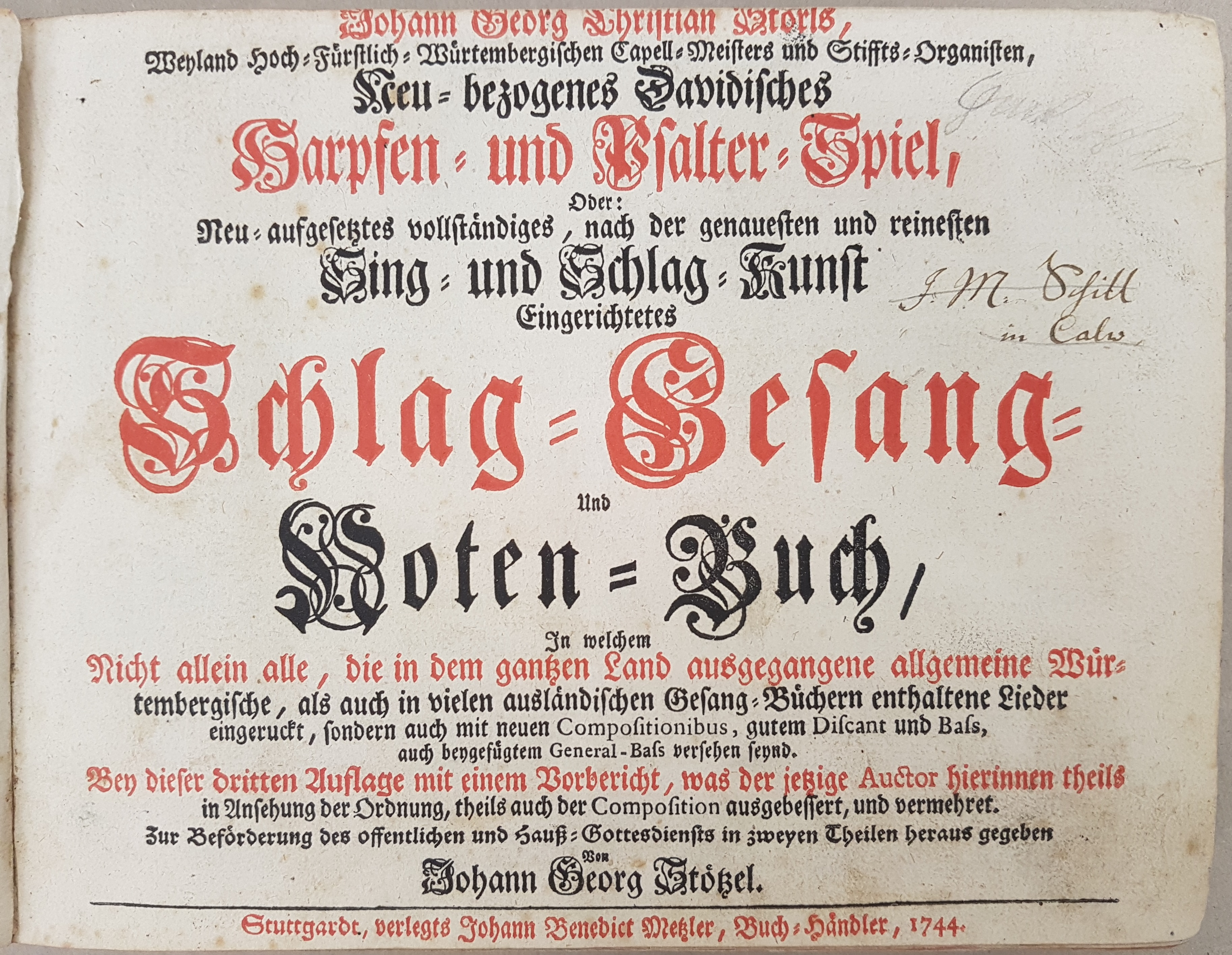
Johann Georg Christian Störls Neubezogenes Davidisches Harpfen- und Psalterspiel, oder Neu-aufgesetztes Württembergisch-vollständiges, nach der genauesten und reinsten Sing- und Schlag-Kunst eingerichtetes Schlag- Gesang und Noten-Buch. Gedruckt bei Johann Benedict Metzler, 1744

Das Programm von J.B. Metzler spiegelt die Entwicklung des württembergischen und darüber hinaus des deutschen Geisteslebens vom letzten Drittel des 17. Jahrhunderts bis in unsere Gegenwart wider. Mit pietistischer Gebrauchsliteratur und religiösen Ratgebern war Metzler im 18. Jahrhundert über viele Jahrzehnte der erfolgreichste Verlag des Pietismus in Süddeutschland. Er zählte aber auch den jungen Lessing und den jungen Schiller zu seinen Autoren. Im 19. Jahrhundert hatte der Verlag lebhaften Anteil am Aufkeimen der Altertumswissenschaften; in der Folgezeit entwickelte er ein breites philologisches Programm, dessen Herzstück der heute weltweit angesehene „Pauly-Wissowa“ ist, der unter dem Titel Paulys Realencyclopädie der classischen Altertumswissenschaft in 84 Bänden erschien.
Seit Ende des Zweiten Weltkriegs entwickelten sich die Programmfelder Literaturwissenschaft, Geschichte, Philosophie, Kulturwissenschaft, Antike, Musik und Medien. Zu Produkttypen des Verlages zählen Kompendien, Lexika, Metzler Literaturgeschichten, Handbücher und Werkausgaben.
Weitere Titel sind das vierbändige Goethe-Handbuch, die ebenfalls vierbändige Enzyklopädie Philosophie und Wissenschaftstheorie und die gemeinsam mit dem Bärenreiter-Verlag herausgegebene dreiundzwanzigbändige Enzyklopädie Die Musik in Geschichte und Gegenwart und die Herausgabe des Lexikon des Mittelalters. Von der Enzyklopädie der Neuzeit sind seit 2012 alle 16 angekündigten Bände erhältlich. 1961 bis 2007 erschien die Reihe Sammlung Metzler.
Im September 2009 ist die von Heinz Ludwig Arnold herausgegebene 3., völlig neu bearbeitete Auflage von Kindlers Literatur Lexikon erschienen.